# تثبيط معرفي

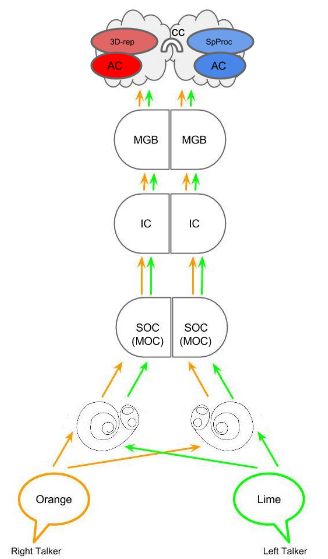
ادراك العقل للمعرفة يجب أن يكون عن استيعاب ذهني

يُشير التَثبِيط المعرِفِيّ إلى قدرة العقل على تجاهل المحفزات غير ذات الصلة بالمهمة/العملية المطروحة أو لحالة الحاليِّة للعقل. يمكن أن يُجرى التثبيط المعرفي إما كليًا أو جزئيًا، عن قصد أو غير ذلك. يمكن ملاحظة التثبيط المعرفي على وجه الخصوص في حالات كثيرة في مجالات محددة من العلوم المعرفية.